# Кьерульф, Теодор
Теодор Кьерульф (Хьерульф; норв. Theodor Kjerulf; 30 марта 1825, Христиания (ныне — Осло) —25 октября 1888, там же) — норвежский геолог и поэт.
Учился в университетах Христиании (ныне — Осло), Бонне и Гейдельберге. В 1857 году на родине настоял на основании государственного геологического учреждения и стал его первым директором. Одновременно был и профессором минералогии и геологии в университете Христиании.
Он опубликовал: «Das Christiania-Silurbecken» (1855), «Geologisk Kart over Kristiania omegn» (1864), «Ueber die Kennzeichen der Stratificafion» (1877), «Udsigt over det sydlige Norges Geologie» (Христиания, 1875), «Uebersichtskarte des südlichen Norwegens», 1877), «Die Geologie des üsdl. und mittlern Norwegens» (нем. пер. Ad Sürlt, 1880).